# Livio Gratton
Livio Gratton (* 30. Juli 1910 in Triest; † 15. Januar 1991 in Rom) war ein italienischer Astronom.

## Leben
Livio Gratton wurde 1910 als Sohn von Giulio Gratton und Maria Visintini in Triest geboren. Sein Vater starb, als er zwei Jahre alt war. 1920 zog die Mutter mit ihm und seinen Geschwistern nach Rom, wo er das Gymnasium besuchte. Ab 1927 studierte er an der Universität La Sapienza Physik, unter anderem bei Enrico Fermi und Franco Rasetti, sowie Mathematik bei Guido Castelnuovo, Tullio Levi-Civita und Beniamino Segre. 1930 schloss er das Studium mit der Arbeit Il problema cosmologico della teoria della relatività („Das kosmologische Problem der Relativitätstheorie“) bei Giuseppe Armellini ab. Zu dieser Zeit lernte er Emilio Bianchi kennen, den Direktor des Osservatorio Astronomico di Brera, der ihn zeitlebens unterstützte.
Nach dem Militärdienst erhielt er 1933 ein Stipendium des kurz zuvor gegründeten Consiglio Nazionale delle Ricerche (CNR), dank dessen er mehrere Monate an den Observatorien in Leiden und Stockholm verbrachte und mit Jan Hendrik Oort und Bertil Lindblad arbeitete.
1934 erhielt er eine Stelle als Assistent am Observatorium Merate, einer Beobachtungsstation von Brera, das sich unter Emilio Bianchi zum bestausgestatteten Observatorium in Italien entwickelte.
1939 heiratete er Margherita Trasimeni, mit der er elf Kinder hatte. Mit Ausbruch des Zweiten Weltkrieges musste er zunächst in Mantua und Bozen und später in Rom als Hauptmann der Artillerie dienen.
In der wirtschaftlich schwierigen Nachkriegszeit orientierte sich Gratton ins Ausland. 1947 erhielt er ein Stipendium des CNR, um ein Jahr am Yerkes Observatory in Wisconsin unter Otto von Struve zu forschen. In den USA hatte er auch Gelegenheit, mit dem 2,1-m-Reflektor des McDonald-Observatoriums in Texas zu beobachten. 1948 erhielt er den Lehrstuhl für Astrophysik an der Universidad Nacional de La Plata in Argentinien, 1956 wurde er Direktor der Nationalen Observatoriums in Córdoba.
1960 kehrte er nach Italien zurück und beschäftigte sich zunächst, angeregt von Edoardo Amaldi, in Zusammenarbeit mit dem Nationalen Komitee für Kernenergie (CNEN) mit Plasmaphysik. Ende 1960 erhielt er den Lehrstuhl für Astrophysik an der Universität Bologna, 1962 an der Universität La Sapienza in Rom. Er war Gründer und mehr als 15 Jahre Direktor des Laboratorio di Astrofisica Spaziale in Frascati, das sich unter ihm zu einem der aktivsten Zentren für Astrophysik in Italien entwickelte.
Von 1967 bis 1973 war Gratton Vizepräsident der Internationalen Astronomischen Union, von 1975 bis 1979 Präsident der Società Astronomica Italiana.

## Leistungen
Livio Gratton war vielseitig interessiert und auf unterschiedlichsten Gebieten tätig. Seine Abschlussarbeit war das erste Werk in Italien zur relativistischen Kosmologie. Er konnte zeigen, dass die Expansionsbewegung des Universums nicht aus Beobachtungen von Sternen in der Milchstraße abgeleitet werden konnte.
Beginnend mit der 1934 entdeckten Nova DQ Herculis beschäftigte er sich mit dem Studium von Novae und der systematischen Untersuchung der Eigenschaften von kataklysmischen Veränderlichen in verschiedenen Entwicklungsstadien durch spektroskopische Beobachtungen. Zu den untersuchten Objekten zählten DQ Herculis, CP Lacertae, CP Puppis, AI Velorum, η Carinae und 1946 die zweite Explosion der rekurrierenden Nova T Coronae Borealis. Gratton beschäftigte sich auch mit weiteren Aspekten der Sternentwicklung sowie mit Stellarstatistik, später wandte er sich der extragalaktischen Astrophysik und Kosmologie zu.
Zusammen mit Guglielmo Righini, Leonida Rosino und Nicolò Dallaporta trug er entscheidend zur Wiederbelebung der italienischen Astronomie und zur Etablierung der Astrophysik bei, die in Italien gegenüber der klassischen und geodätischen Astronomie vernachlässigt worden war. 1946 organisierte er ein informelles Treffen von italienischen Kollegen, die an Astrophysik interessiert waren, als dessen Folge aktive astrophysikalische Zentren in Merate, Asiago und Arcetri entstanden. Das von ihm gegründete Laboratorio di Astrofisica Spaziale begründete eine lebendige Schule der Astrophysik, die sich sowohl in Beobachtungen als auch theoretisch mit aktuellen Themen wie Sternentwicklung, Hochenergieastrophysik, Radioastronomie und Kosmologie beschäftigte.
In den 1960er Jahren war sein größtes Verdienst die Einführung der Hochenergieastronomie und insbesondere der Röntgenastronomie in Italien, die durch Raketen und Satelliten ermöglicht wurde.
In den letzten Jahren des Zweiten Weltkriegs war Gratton in Kontakt mit einer Gruppe von Wissenschaftlern und Philosophen, die unter dem Einfluss von Ludovico Geymonat versuchten, in Italien neo-empiristische philosophische Strömungen einzuführen. Für den Katholiken Gratton spielte insbesondere in den letzten Lebensjahren das Problem der Beziehung zwischen Wissenschaft und Glauben eine wichtige Rolle.
Während seines ganzen Lebens setzte er sich für die Popularisierung der Wissenschaft ein, was sich in Artikeln in populärwissenschaftlichen Zeitschriften, Rundfunk- und Fernsehauftritten sowie in den Büchern La fisica delle stelle („Die Physik der Sterne“; Bologna 1935) und La scoperta del cielo („Die Entdeckung des Himmels“; Turin 1975) zeigte.

## Ehrungen und Auszeichnungen
- Antonio-Feltrinelli-Preis, 1956
- Mitglied der argentinischen Academia Nacional de Ciencias
- Mitglied der Accademia dei Lincei
- Mitglied der Accademia delle Scienze dell’Istituto di Bologna
- Benennung des Asteroiden (5987) Liviogratton[1]